# Sumpf-Herzblatt
Das Sumpf-Herzblatt (Parnassia palustris), auch Studentenröschen genannt, ist eine Pflanzenart der Gattung Herzblatt (Parnassia) und in Mitteleuropa der einzige Vertreter der Unterfamilie der Herzblattgewächse (Parnassioideae). Es ist die am weitesten verbreitete Art der Gattung Parnassia; das Verbreitungsgebiet umfasst weite Teile des nördlichen Eurasiens und Nordamerikas.

## Beschreibung

### Vegetative Merkmale
Das Sumpf-Herzblatt wächst als ausdauernde krautige Pflanze und erreicht je nach Standort Wuchshöhen von 5 bis 30 Zentimetern. Das Rhizom des Hemikryptophyten ist aufrecht und nicht selten verzweigt, mit rosettiger Beblätterung an der Spitze. Alle Pflanzenteile sind unbehaart.
Fast alle, zwei bis zwölf, 3 bis 6 (selten bis 8) cm lang gestielten Laubblätter stehen in einer grundständigen Rosette zusammen. Die Blattspreite ist meist mehr oder weniger lang eiförmig mit fast herzförmiger Basis, ganzrandig, 1 bis 4 Zentimeter lang und 1 bis 2,5 Zentimeter breit. Die Blätter sind oft purpurfarben punktiert. Der kantige Stängel besitzt in der unteren Hälfte meist ein sitzendes, tief herzförmiges, stängelumfassendes Blatt, das gelegentlich fehlen kann; selten sind auch zwei Stängelblätter vorhanden.

### Generative Merkmale
Die Blüten stehen einzeln. Die zwittrige, fünfzählige, radiärsymmetrische Blüte weist einen Durchmesser von meist 2,2 bis 3 (selten bis 3,5) cm auf. Die fünf freien Kelchblätter sind kürzer als die Kronblätter, intensiv purpur-braun punktiert, elliptisch bis länglich, 5 bis 8 mm und 3 bis 5 mm breit. Die fünf freien, breit eiförmigen bis verkehrt-eiförmigen, zwischen 8 und 15 mm langen und 7 bis 10 (selten bis 13) mm breiten Kronblätter sind weiß und dunkel geadert (Strichsaftmale). Der äußere Staubblattkreis besteht aus fünf fertilen Staubblättern mit kurzen, dicken Staubfäden und eiförmigen, breiten, gelblichen, bis zu 3 mm langen Staubbeuteln. Der innere ist zu Staminodien umgebildet. Diese sind etwa 0,3-mal so lang wie die Kronblätter. Sie sind spatelförmig mit 7 bis meist 9 bis 21 fächerförmig spreizenden, zur Mitte hin längeren Fransen mit kugeligen, gelblichen, glänzenden, nicht sezernierenden Drüsen auf ihren Spitzen (Nektarattrappe, Staubbeutelattrappen, Pseudonektarien). Der Äquatordurchmesser der Pollenkörner beträgt 18 bis 33 µm. Vier Fruchtblätter sind zu einem oberständigen, eiförmigen (synkarpen) Fruchtknoten verwachsen. Der sehr kurze Griffel, der an der Frucht einen mehr oder weniger deutlichen Schnabel bildet, endet in einer vierlappigen, kommissuralen Narbe. Selten kommen auch Fruchtknoten mit drei Fruchtblättern und drei Narben vor. Die Blütezeit ist von Juli bis September.
Die 5 bis 12 mm langen, fachspaltig sich öffnenden, eiförmigen Kapselfrüchte enthalten zahlreiche Samen. Die 1,1 bis 1,7 mm langen, braunen Samen besitzen eine feine Netzstruktur, sind länglich und oft auch etwas gekrümmt, mit breitem Flügelrand. Durch den Flügelrand gelten die Samen als Ballonflieger, generell gilt die Pflanze als ein Wind- und Tierstreuer. Da die Samen kein Nährgewebe enthalten, werden die Keimlinge vermutlich durch einen Pilz ernährt (mykotroph). Die Früchte reifen im Oktober.
Das Hypokotyl erreicht zusammen mit den nicht einmal halb so langen Kotyledonen eine Länge von etwa 0,25 mm des insgesamt 0,7 mm langen Embryos. Die auffälligen palisadenartigen Epidermiszellen sind etwa doppelt so groß wie die Zellen der darunter gelegenen Schichten. Durch die vielen Ähnlichkeiten mit den Samen des Wald-Geißbartes (Aruncus dioicus) gilt dies auch als Paradebeispiel einer Konvergenz nicht näher verwandter Arten.
Die Chromosomenzahl beträgt 2n = 18 oder 36.

## Blütenökologie

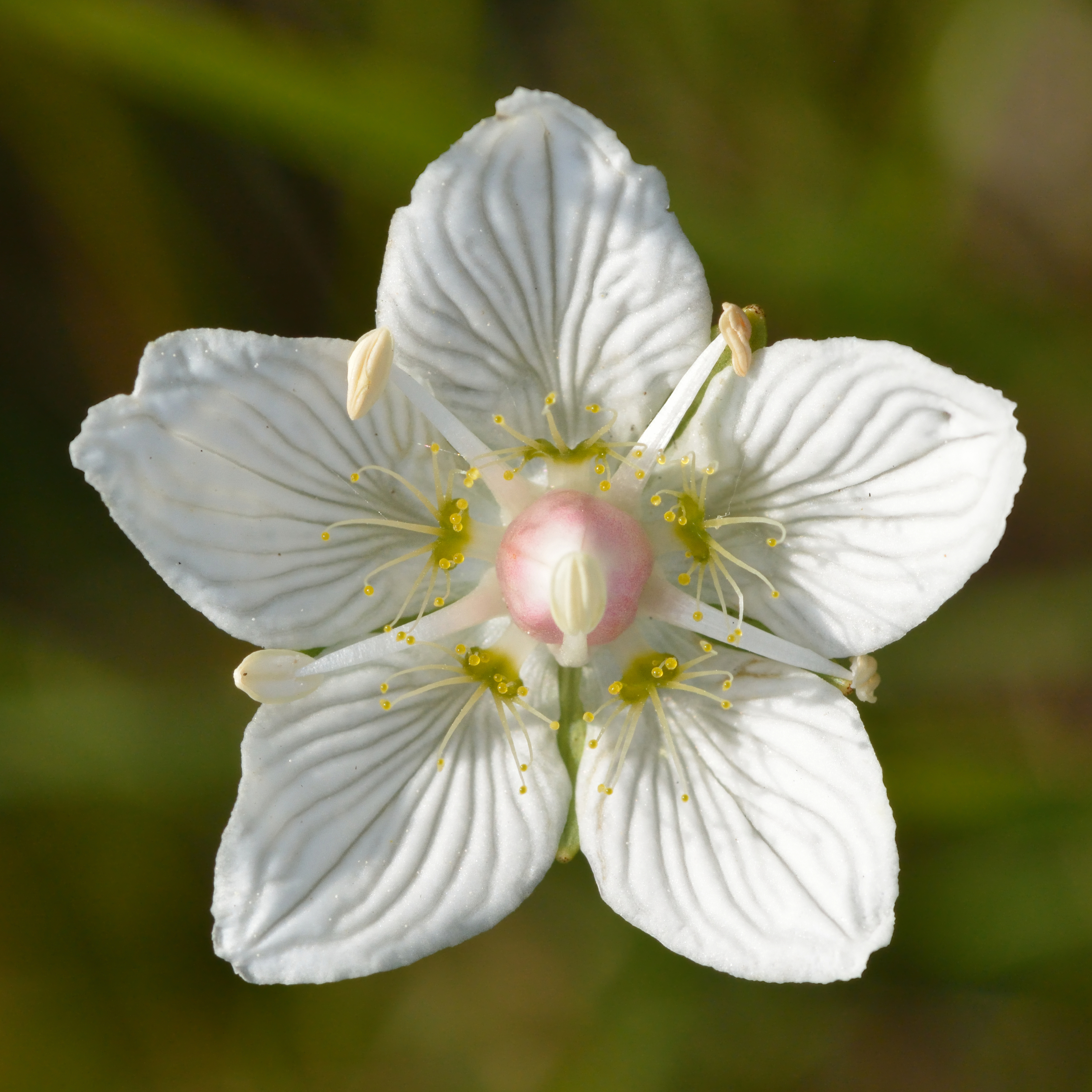
Blüte

Die Blüte ist streng vormännlich. Von den fünf äußeren Staubblättern reift jeden Tag eines heran. Das reifende Staubblatt biegt sich hierbei nach oben und außen. Da sich die Staubbeutel nach oben öffnen, werden die Insekten, die meist die Blütenmitte besuchen, auf ihrer Unterseite eingestäubt. Danach wird der Staubbeutel abgeworfen. Es folgt das nächste Staubblatt. Die zwei Narben öffnen sich erst, wenn alle Staubblätter abgeworfen sind, wodurch die Fremdbestäubung gesichert ist.

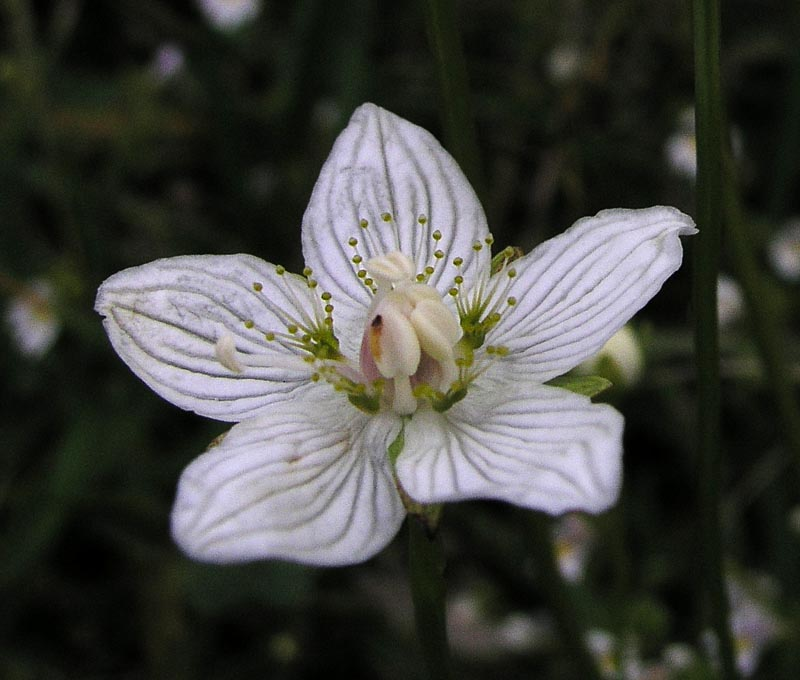
Blüte am zweiten Blühtag. Das erste Staubblatt hat sich bereits nach außen gespreizt.
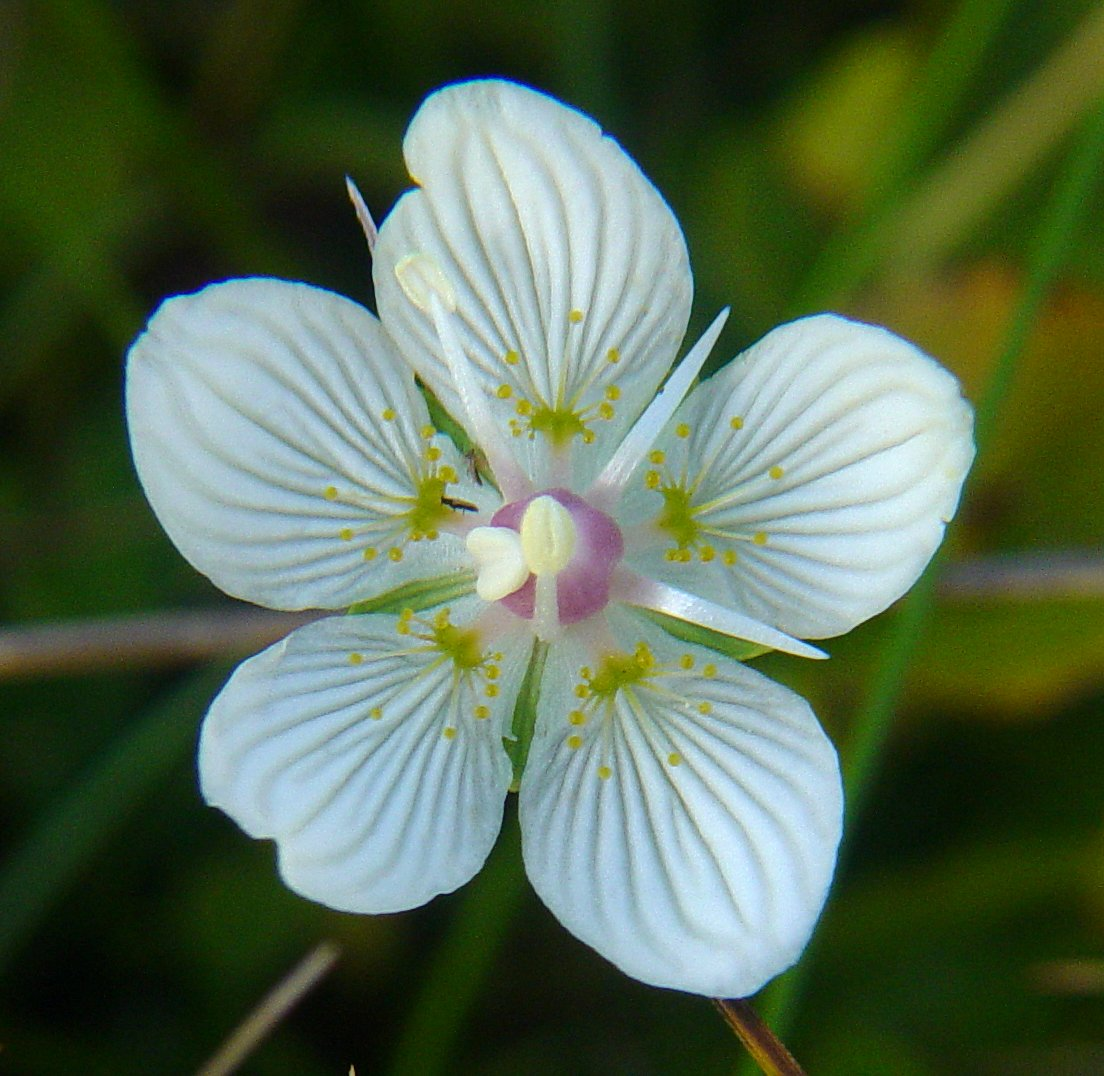
Blüte am vierten Blühtag. Zwei Staubbeutel sind bereits abgeworfen. Ein weiteres steht kurz davor.
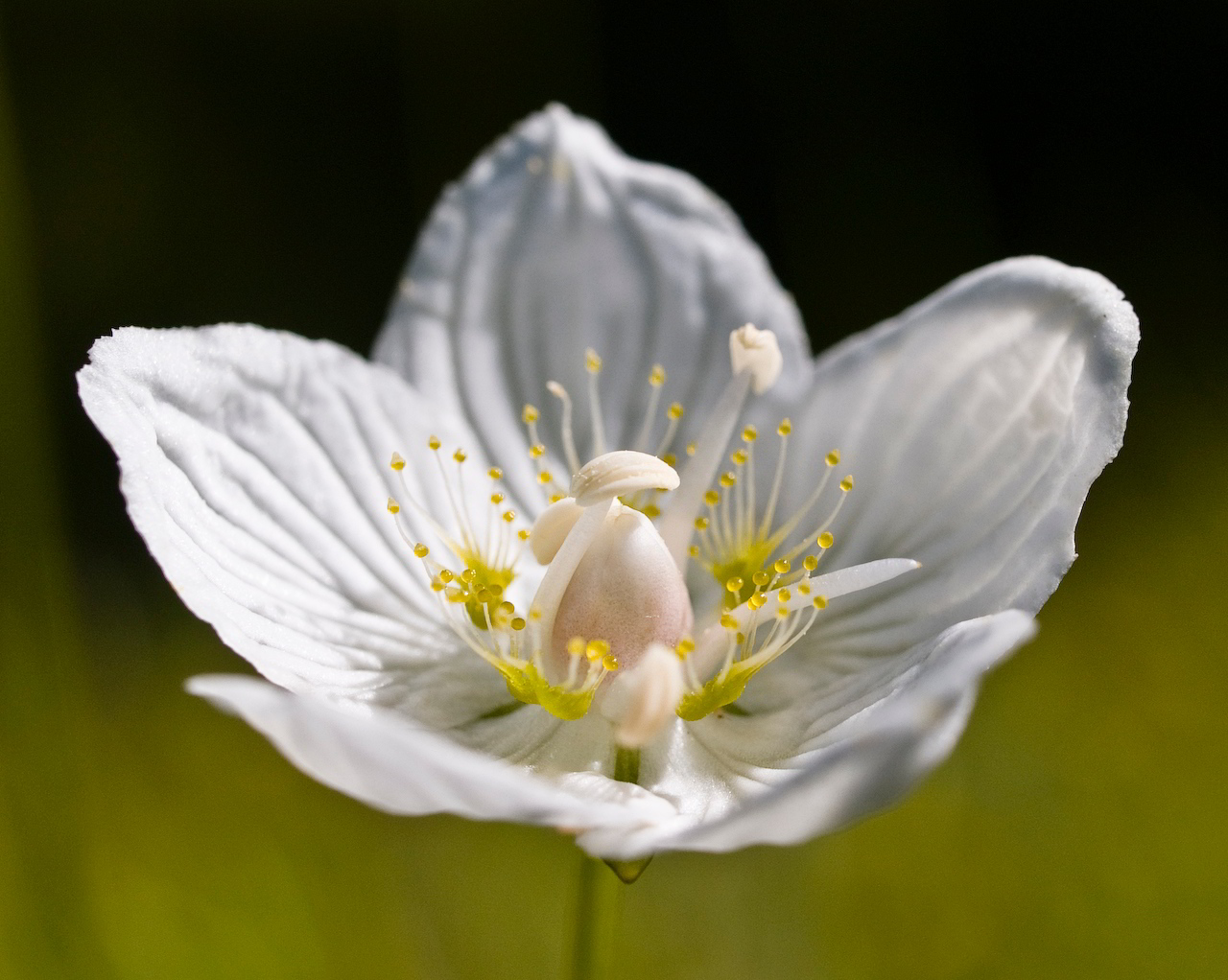
Blüte am fünften Blühtag. Das letzte Staubblatt ist auf die noch geschlossene Narbe gelegt.
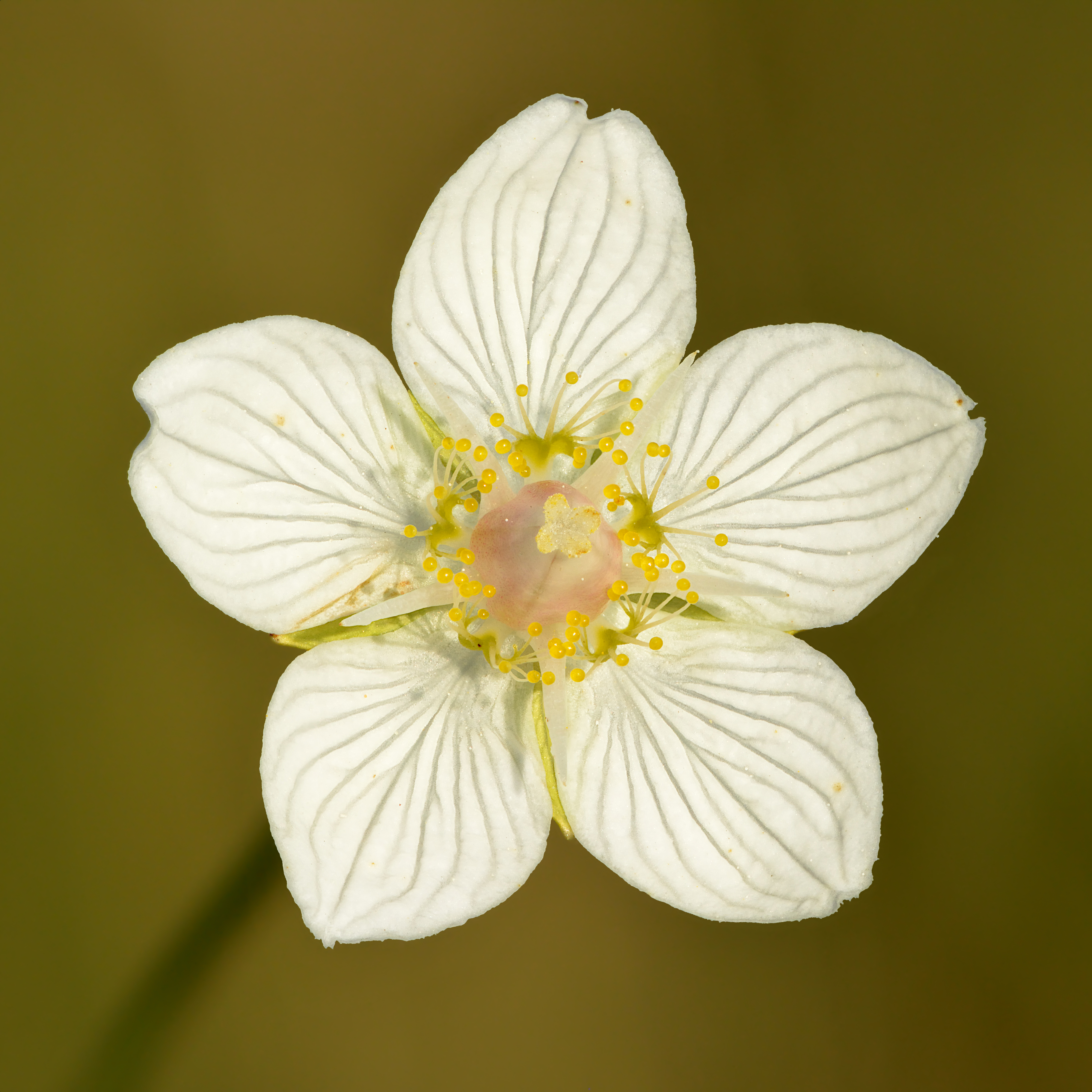
Sämtliche Staubbeutel sind bereits abgeworfen. Die Narben sind nun empfängnisbereit.

Die Blüten täuschen den Besuchern Nektar weitgehend nur vor, bieten ihnen jedoch in der Blütenmitte einen Platz zum Aufwärmen.
Das Sumpf-Herzblatt ist eine sogenannte Fliegentäuschblume; H. Müller hat für die Alpen 43 Fliegenarten als Bestäuber nachgewiesen. Die gelben Köpfchen auf den Nektarblättern sehen Nektartröpfchen täuschend ähnlich, sind jedoch von fester Konsistenz. Durch die sehr gut gelungene Täuschung werden die Köpfchen auch in aktueller Literatur fälschlich als zuckerfreie, glänzende Wassertröpfchen beschrieben. Fliegen (Brachycera) lassen sich davon oft täuschen und lecken an den vermeintlichen Nektartröpfchen. Zusätzlich bevorzugen Fliegen meist gelbe oder weiße Farben bei Blüten. Die dunkleren Adern der weißen Kronblätter leiten die Bestäuber somit direkt zur Blütenmitte.
Während der ersten Tage werden jedoch auch Nektar und Duftstoffe aus zwei Vertiefungen an der scheibenförmigen Basis der Nektarblätter abgesondert. Die Pflanze täuscht somit wesentlich mehr Nektar vor als verfügbar ist.
Die parabolspiegelartigen, weißen Kronblätter sammeln und fokussieren das Sonnenlicht, so dass die Blüten an kalten Tagen gern von Insekten als Platz zum Aufwärmen aufgesucht werden, die dabei die Bestäubung durchführen. In Griffelnähe, also etwa im Brennpunkt, sind die Temperaturen etwa 1,4 bis 2,9 °C höher als in der Umgebung. Entsprechende Eigenschaften wurden auch bei einer weißblühenden Mohnart der kanadischen Arktis und einer Unterart der Silberwurz nachgewiesen.
Auch eine Selbstbestäubung ist möglich. Diese kann unter anderem durch die ungeflügelten Männchen von Fransenflüglern (Thysanoptera) erfolgen, die sich aus den in die Blüte gelegten Eiern entwickeln.

## Vorkommen

Verbreitungsgebiet von Parnassia palustris

Das Sumpf-Herzblatt hat eine nordisch-eurasiatische, zirkumpolare Verbreitung. Das Areal reicht hierbei von Island über Japan bis zur James Bay in Kanada.
In China gedeiht diese Art in den Provinzen Hebei, Heilongjiang, Jilin, Liaoning, Innere Mongolei, Ningxia, Shanxi und im nördlichen Xinjiang auf feuchten grasigen Hängen, Ufern von Fließgewässern, schattigen feuchten Standorten in Tälern und Wiesen in Höhenlagen zwischen 1200 und 2200 Meter.
In Europa ist diese Pflanzenart nur im Süden selten, wo sie auf Gebirgsregionen beschränkt ist. So bilden die Pyrenäen in Europa die südliche Grenze. In den Rocky Mountains ist das Sumpf-Herzblatt bis Wyoming und North Dakota, Minnesota und Michigan verbreitet. Das Sumpf-Herzblatt gedeiht in allen Höhenlagen von der Ebene bis ins Gebirge und steigt in Oberbayern bis 2320 Meter, in den Allgäuer Alpen bis 2200 Meter, in Tirol bis 2530 Meter, im Unterengadin bis 2650 Meter und im Kanton Wallis (Gandegghütte) schließlich bis 3005 Meter.
Als Standort werden sumpfige Wiesen, Quellfluren und Flachmoore bevorzugt. Das Sumpf-Herzblatt gedeiht aber auch auf Böschungen (etwa Straßenböschungen), die bei Regen aus dem Graben Wasser ziehen können. Es bevorzugt sickerfeuchte, etwas kalkhaltige Böden, aber auch feuchte Kalkmagerrasen. Das Sumpf-Herzblatt ist die Kennart der Pflanzengesellschaft (Assoziation) des Herzblatt-Braunseggensumpfes (Parnassio-Caricetum fuscae Oberd. 57 em. Görs 77) innerhalb der Kleinseggengesellschaften der Nieder- und Zwischenmoore (Scheuchzerio-Caricetea fuscae (Nordhag. 37) Tx. 37). In der alpinen Region wächst diese Pflanzenart häufig im Rostseggenrasen (Caricion ferrugineae Lüdi 1921).
Die ökologischen Zeigerwerte nach Landolt et al. 2010 sind in der Schweiz: Feuchtezahl F = 4w+ (sehr feucht aber stark wechselnd), Lichtzahl L = 4 (hell), Reaktionszahl R = 4 (neutral bis basisch), Temperaturzahl T = 2 (subalpin), Nährstoffzahl N = 2 (nährstoffarm), Kontinentalitätszahl K = 3 (subozeanisch bis subkontinental).

## Systematik

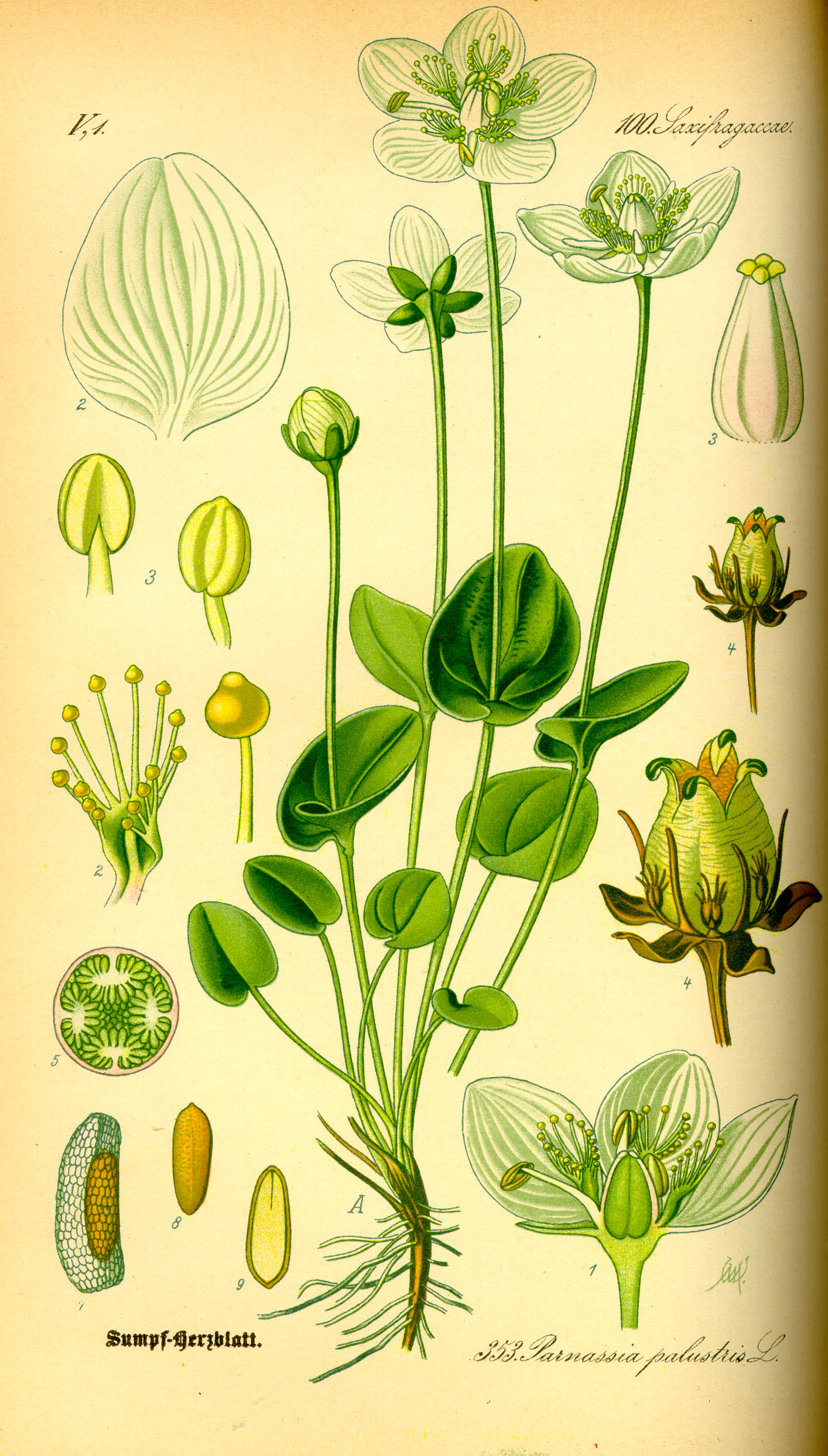
Illustration von Parnassia palustris in Flora von Deutschland, Österreich und der Schweiz von Otto Wilhelm Thomé, Gera (1885).

Der Artname Parnassia palustris wurde von Carl von Linné in Species Plantarum, 1, 1753, S. 273 erstveröffentlicht.

### Namensherkunft
Das lateinische Artepitheton palustris bedeutet 'sumpfig' und bezieht sich auf den Standort. Der Gattungsname wurde von Linné eingeführt, der sich auf die Benennung der Art als Gramen parnassi albo simplici flore (übersetzt: „Gras des Parnass mit weißer einfacher Blüte“) durch Caspar Bauhin bezog. Damit handelt es sich um die Anspielung auf eine Pflanze, die auf dem Berg Parnass wachsen soll. Der deutsche Name Sumpf-Herzblatt ist als zweigliedriger Büchername in Anlehnung an den wissenschaftlichen Namen gebildet und verweist ebenfalls auf den Standort. Zu gebräuchlichen Volksnamen zählen neben Herzblatt, das sich auf die herzförmigen Grundblätter bezieht, noch Einblatt, Pinnblatt, Herzblümchen, Sternli, Herbströslin u.v. a.m. Die Bezeichnung Studentenröschen soll sich, wie die gleichlautende Bezeichnung für noch andere spät blühende Pflanzen, auf die Blütezeit Anfang September beziehen, wenn die Studenten wieder die Universität besuchen.

### Innere Systematik und Genetik
In Deutschland ist nur eine diploide Sippe mit Chromosomenzahl: 2n = 18 beheimatet. Es existiert jedoch auch eine tetraploide Sippe (2n = 4x = 36), die in Europa eine mehr nördliche Verbreitung aufweist. Die Verbreitung der Sippen scheint hierbei lose mit den Grenzen der würmeiszeitlichen Vergletscherung zusammenzuhängen. Untersuchungen auf den Britischen Inseln mit den vorkommenden Varietäten Parnassia palustris var. palustris und Parnassia palustris var. condensata zeigten, dass bei beiden auch Pflanzen mit zweifachem bzw. vierfachem Chromosomensatz vorkommen und dies somit kein brauchbares Unterscheidungsmerkmal der Varietäten darstellt.
Gelegentlich werden auch die Unterarten obtusifolia und neogaea angeführt. Nach den umfangreichen Untersuchungen von Ulla-Maj Hultgard hat sich eine Unterscheidung in Unterarten oder Varietäten als nicht haltbar erwiesen. Generell zeigt sich diese Art wenig veränderlich.
In China unterscheidet man die Varietäten Parnassia palustris var. multiseta Ledebour (mit stärker geteilten Staminodien) und Parnassia palustris L. var. palustris; hier kommen 2n = 18, (27), 36 vor.

### Äußere Systematik
Parnassia palustris ist die Typusart der Gattung Parnassia. Innerhalb der Gattung bildet sie mit einigen amerikanischen sowie mit den in der neuweltlichen Arktis, in Grönland und Nordost-Sibirien vorkommenden Arten die Sektion Parnassia.

## Naturschutz und Gefährdung
Das Sumpf-Herzblatt ist nach der deutschen Bundesartenschutzverordnung besonders geschützt. Bis 1988 bestanden die Gefährdungsfaktoren in Deutschland vor allem in der Entwässerung und Aufforstung von Moorstandorten, Kultivierung von Mooren und dem Trockenlegen von Feuchtwiesen, aber auch in der Absenkung des Grundwasserspiegels sowie Auffüllung feuchter Senken. Heute hält die Gefährdung vor allem durch Eutrophierung der Böden durch Immissionen und Düngereintrag an. Diese Veränderungen führen zu einer raschen Verdrängung der konkurrenzschwachen Art.
In Deutschland ist das Sumpf-Herzblatt auf der Roten Liste mit 3+ gefährdet geführt. Für die Bundesländer reicht die Gefährdung von 1 (Berlin und Hamburg) bis 3 (Bayern). In Österreich ist die Art im Gebiet der Böhmischen Masse, im nördlichen und südöstlichen Alpenvorland sowie im pannonischen Gebiet gefährdet. In Oberösterreich gilt das Sumpf-Herzblatt nach Oö. NSchG 2001 als vollkommen geschützte Pflanze. In der Schweiz gilt die Art als nicht gefährdet.

## Schädlinge
Auf den Blättern wachsen verschiedene parasitische Pilze: Synchytrium aureum erzeugt winzige Gallen. Der Schlauchpilz Mycosphaerella parnassiae ruft orangerote Flecken hervor. Weitere Pilzparasiten sind der Rostpilz Puccinia caricina var. uliginosa sowie der imperfekte Pilz Septoria parnassiae.

## Verwendung
Das Sumpf-Herzblatt findet heute keine Verwendung mehr, wurde früher jedoch unter der Bezeichnung Herba et Flores Hepaticae albae seu Parnassiae offizinell als Mittel gegen Herzklopfen geführt. Auch wurde versucht, Augenkrankheiten, Leberleiden und Durchfall mit dieser Pflanze zu kurieren. Weitere Verwendung fand das Sumpf-Herzblatt als Diureticum und es wurde gegen Ende des 19. Jahrhunderts in Russland als Mittel gegen Epilepsie eingeführt. Als volkstümliches Mittel fand die Pflanze in Bier gekocht Verwendung gegen Magenbeschwerden.

## Belege
Soweit nicht in den Einzelnachweisen anders angegeben, basiert der Artikel auf folgenden Werken:
- Gu Cuizhi, Ulla-Maj Hultgård: Parnassia in der Flora of China, Volume 8, 2001, S. 379: Parnassia palustris (Abschnitt Beschreibung, Verbreitung und Systematik).
- Hans. J. Conert u. a. (Hrsg.): Gustav Hegi. Illustrierte Flora von Mitteleuropa. Band 4 Teil 2A: Spermatophyta: Angiospermae: Dicotyledones 2 (2). Blackwell 1995, ISBN 3-8263-3016-1, S. 231–235.
- Xaver Finkenzeller: Alpenblumen. München 2003, ISBN 3-576-11482-3.
- Dankwart Seidel: Blumen. Treffsicher bestimmen mit dem 3er-Check. 2., durchgesehene Auflage. blv, München/Wien/Zürich 2001, ISBN 3-405-15766-8.